# Brandstorps landskommun
Brandstorps landskommun var en tidigare kommun i Skaraborgs län.

## Administrativ historik
Den inrättades i Brandstorps socken i Vartofta härad i Västergötland när 1862 års kommunalförordningar trädde i kraft den 1 januari 1863.
Vid kommunreformen 1952 uppgick området i Fågelås landskommun som upplöstes 1974, då denna del uppgick i Habo kommun. 

## Politik

### Mandatfördelning i Brandstorps landskommun 1938-1946
| 9 | 1 | 3 | 4 | 3 |

| 19 |

| 10 | 10 |

| 19 |

| 1 | 9 | 10 |

| 20 |